# Rosa omeiensis
Rosa omeiensis — вид рослин з родини трояндових (Rosaceae); ендемік Китаю.

## Біоморфологічна характеристика

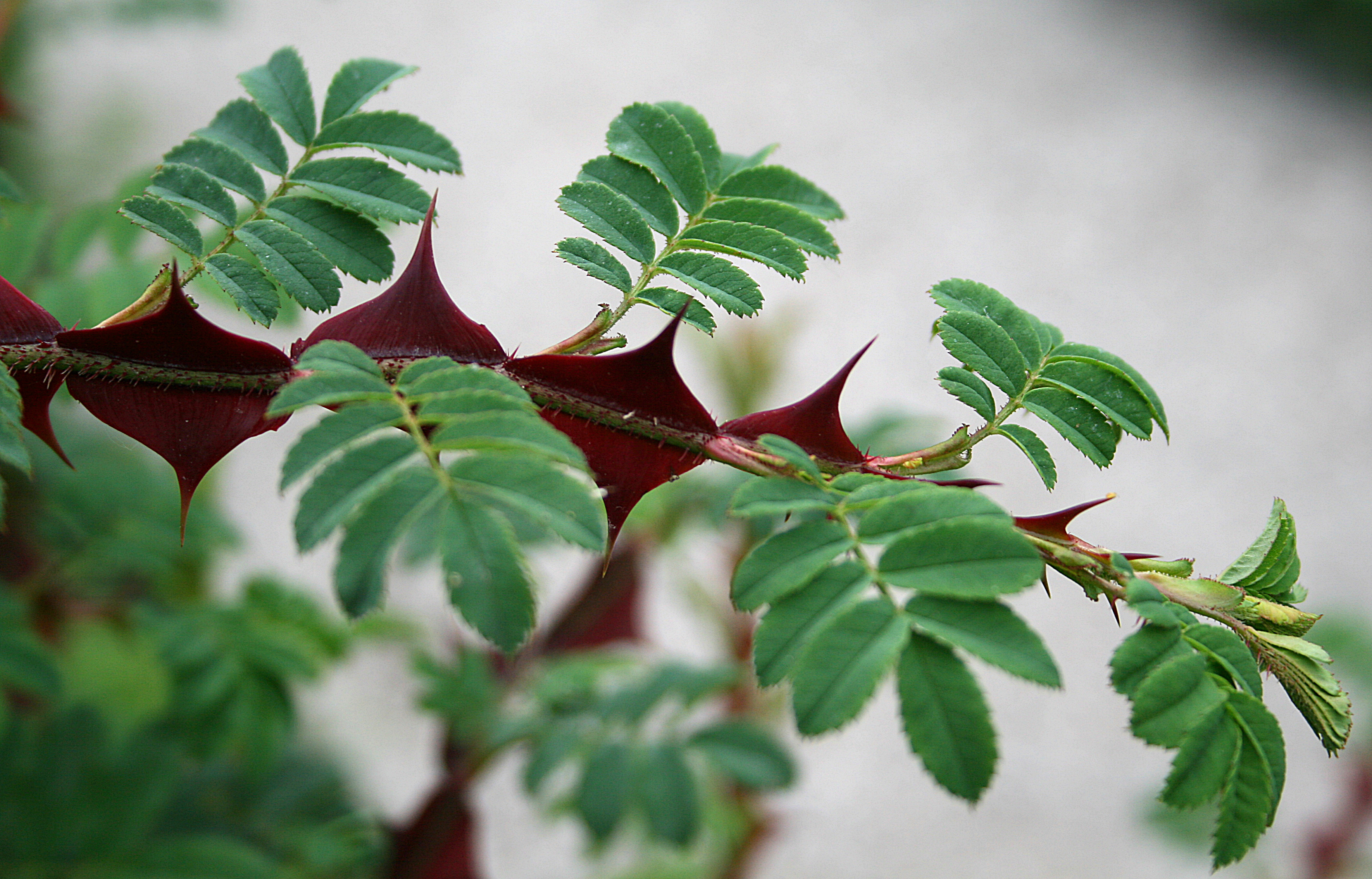
листки й крилаті колючки

Кущ 1–4 метри заввишки. Гілочки стрункі; колючки відсутні або є, парні внизу листя, циліндричні, прямі, до 7 мм, різко розширюються до основи або колючі крилоподібно до 1.5 см і 3 см у діаметрі; щетина відсутня або, якщо є, щільна. Листки включно з ніжками 3–6 см; прилистки здебільшого прилягають до ніжки, вільні частини трикутно-яйцюваті, по краю пилчасті або цілісні, іноді залозисті; остови й ніжки з кількома дрібними колючками; листочків (5)9–13(17), довгасті або еліптично-довгасті, 8–30 × 4–10 мм, знизу голі або запушені, залозисті чи ні, зверху голі, з увігнутою серединною жилкою; основа округло-тупа або широко клиноподібна, край гостро пилчастий, верхівка гостра або округло-тупа. Квітка поодинока, пазушна, 2.5–3.5 см у діаметрі. Чашолистків 4, ланцетні. Пелюсток 4, білі, зворотно-трикутно-яйцюваті, основа широко клиноподібна, верхівка виїмчаста. Цинародії від яскраво- до насичено-червоного або жовтого забарвлення, зворотно-яйцюваті або грушоподібні, 8–15 мм у діаметрі, голі або залозисто запушені, зі стійкими випростаними чашолистками. Період цвітіння: травень — червень; період плодоношення: липень — вересень.

## Поширення й умови зростання
Ендемік Китаю: Ганьсу, Гуйчжоу, Хубей, Нінся, Цінхай, Шеньсі, Сичуань, Юньнань, Тибет. Населяє Abies ліси, чагарники, пасовища, схили пагорбів, схили; на висотах 700–4000 метрів.